# Caudron CR.714
Caudron CR.714 – francuski samolot myśliwski zaprojektowany i zbudowany w 1938 roku w wytwórni lotniczej Société des Avions Caudron.

## Historia

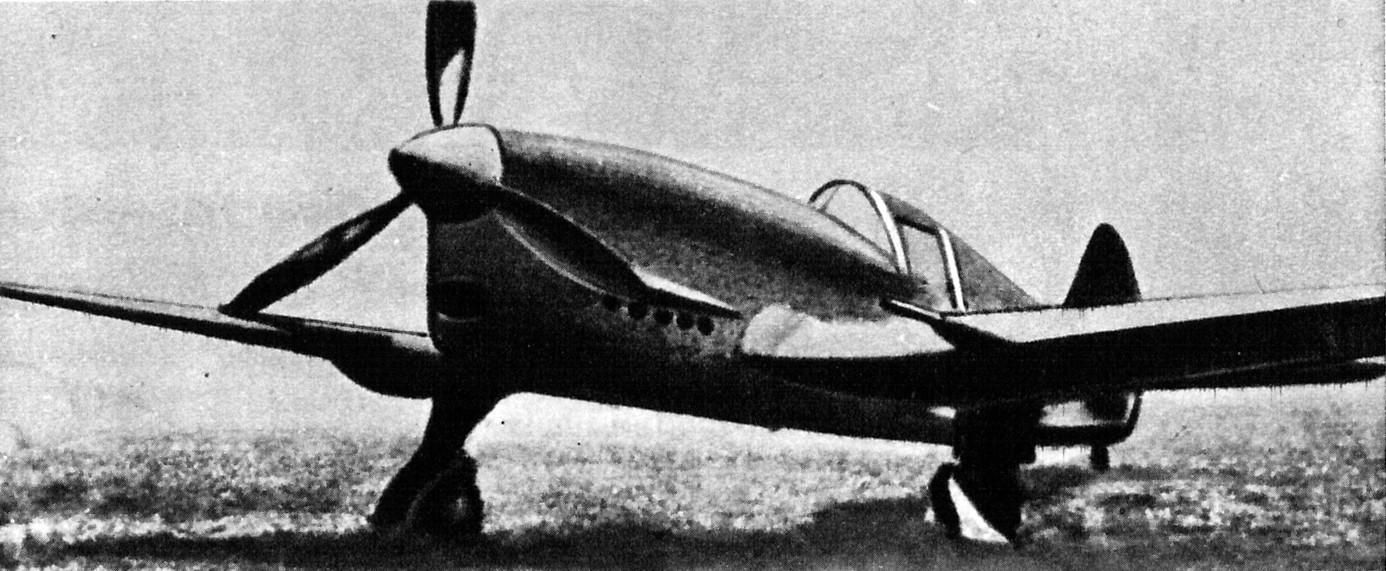
Caudron C.713

Samolot Caudron CR.714 został opracowany przez francuskiego konstruktora Marcela Riffard w wytwórni Société Anonyme des Avions Caudron. Konstruktor wykorzystał doświadczenia zdobyte przy budowie samolotów, które odznaczały się lekkością i prędkością – przeznaczonych na zawody o puchar Deutsch de la Meurthe. Także ten samolot miał być typem lekkiego samolotu myśliwskiego.
Szybko przystąpiono do budowy prototypu, który oznaczono Caudron C.710.01 i oblatano go 18 lipca 1936 roku. Był on napędzany silnikiem tłokowym Renault 12RO1 o mocy 450 KM (331 kW), a jego uzbrojenie składało się z 2 działek kal. 20 mm.  W następnym prototypie oznaczonym jako C.713, który oblatano w grudniu 1937 roku, zmieniono usterzenie i zastosowano podwozie chowane w locie. Po lotach próbnych samolot ten zmodyfikowano wprowadzając szereg zmian konstrukcyjnych m.in. zmieniono profil oraz uzbrojenie na 4 karabiny maszynowe kal. 7,5 mm. Tak zmieniony samolot oznaczono jako C.714. Prototyp tego samolotu oblatano we wrześniu 1938 roku. Podczas prób w locie prototyp osiągnął prędkość w locie poziomym 484 km/h, a w locie nurkowym 695 km/h.
Ponieważ konstrukcja samolotu wykonana była z drewna, to posiadał on stosunkowo niską cenę oraz dobre osiągi, więc lotnictwo francuskie zamówiło w wytwórni 100 samolotów, z przeznaczeniem dla lotnictwa myśliwskiego. Produkcję seryjną tego samolotu rozpoczęto w zakładach firmy Renault pod Paryżem w połowie 1939 roku. Samolot seryjny otrzymał oznaczenie Caudron CR.714C1 Cyclone.
Podczas eksploatacji pierwszych samolotów seryjnych okazało się jednak, że mimo małego ciężaru i dobrych właściwości manewrowych ich konstrukcja, w przeważającej części drewniana, jest niewystarczająca dla samolotów myśliwskich i nie można zamontować silniejszych silników. Silnik zastosowany w samolocie miał zbyt małą moc i nie zapewniał wystarczającej prędkości wznoszenia, co utrudniało wykonywania manewrów w pionie i w znacznym stopniu zmniejszało walory bojowe samolotu. Ostatecznie przerwano ich produkcję w 1940 roku po wyprodukowaniu 90 samolotów. Z tego 50 sztuk sprzedano do Finlandii, lecz tylko 6 udało się tam dostarczyć.

## Użycie w lotnictwie
Samoloty myśliwskie Caudron C.714C1 Cyclone z uwagi na swoje wady nie był stosowany w lotnictwie francuskim, natomiast 6 samolotów dostarczono do Finlandii, gdzie były używane w walkach w wojnie fińsko-radzieckiej. Pozostałe samoloty były użytkowane przez polskich pilotów walczących w 1940 roku we Francji.

### Użycie w lotnictwie polskim
Polski dywizjon myśliwski we Francji – Dywizjon Warszawski I/145 został wyposażony w samoloty Caudron C.714C1 Cyclone w dniu 18 maja 1940 roku na lotnisku Mions, otrzymał on 35 samolotów tego typu. Stał się tym samym jedyną jednostką lotniczą walczącą we Francji wyposażoną w całości w te samoloty. Po wykonaniu 23 lotów bojowych okazało się jednak, że samolot ten nie spełnia wymogów i jest zdecydowanie gorszy od samolotów Luftwaffe. 25 maja 1940 roku francuski minister lotnictwa Guy la Chambre wydał zakaz wykonywania lotów bojowych tym samolotem.
Pomimo tego zakazu polscy piloci z dywizjonu I/145 już na własną odpowiedzialność wobec braku innych samolotów latali na nich. W tym czasie w dniach 8–11 czerwca 1940 roku zestrzelili łącznie 12 samolotów  wroga na pewno (4 samoloty bombowe Dornier Do 17, 3 samoloty myśliwskie Messerschmitt Bf 109 i 5 samolotów myśliwskich Messerschmitt Bf 110) i 2 prawdopodobnie.
Na samolotach Caudron CR.714C1 Cyclone walczyli jeszcze polscy piloci z dywizjonu treningowego bazującego na lotnisku Bron, którzy osłaniali Lyon przed atakami samolotów niemieckich. Nie odnieśli oni jednak żadnych zwycięstw, choć kilkakrotnie rozbili niemieckie wyprawy bombowe.
Ocena samolotu przez polskich pilotów nie była zbyt pochlebna. Samolot uznawany był za bardzo trudny w pilotażu, wśród jego wad wymieniano: długi rozbieg i dobieg, niewystarczającą prędkość wznoszenia, brak elastyczności na lotkach, zawodne podwozie, przegrzewający się silniki z kruchym wałem korbowym, szybko psujący się rozrusznik. Doceniano natomiast dobre skoncentrowanie uzbrojenia, oraz wyśmienitą zwrotność. Kpt. Piotr Łaguna, zastępca dowódcy dywizjonu I/145, składając raport o samolocie władzom brytyjskim, uznał Caudron CR.714C1 Cyclone za dobrze zaprojektowany myśliwiec, ale zwrócił uwagę na brak części zamiennych oraz instrukcji obsługi i konserwacji. Jedyną załączoną do samolotów instrukcją były broszury reklamowe producenta. 

## Opis konstrukcji
Samolot Caudron CR.714C1 Cyclone był jednomiejscowym lekkim samolotem myśliwskim w układzie wolnonośnego dolnopłata o konstrukcji w przeważającej części drewnianej, kabina zakryta. Podwozie klasyczne – chowane w locie. Napęd – silnik tłokowy rzędowy w układzie odwróconego V.

## Zachowane egzemplarze

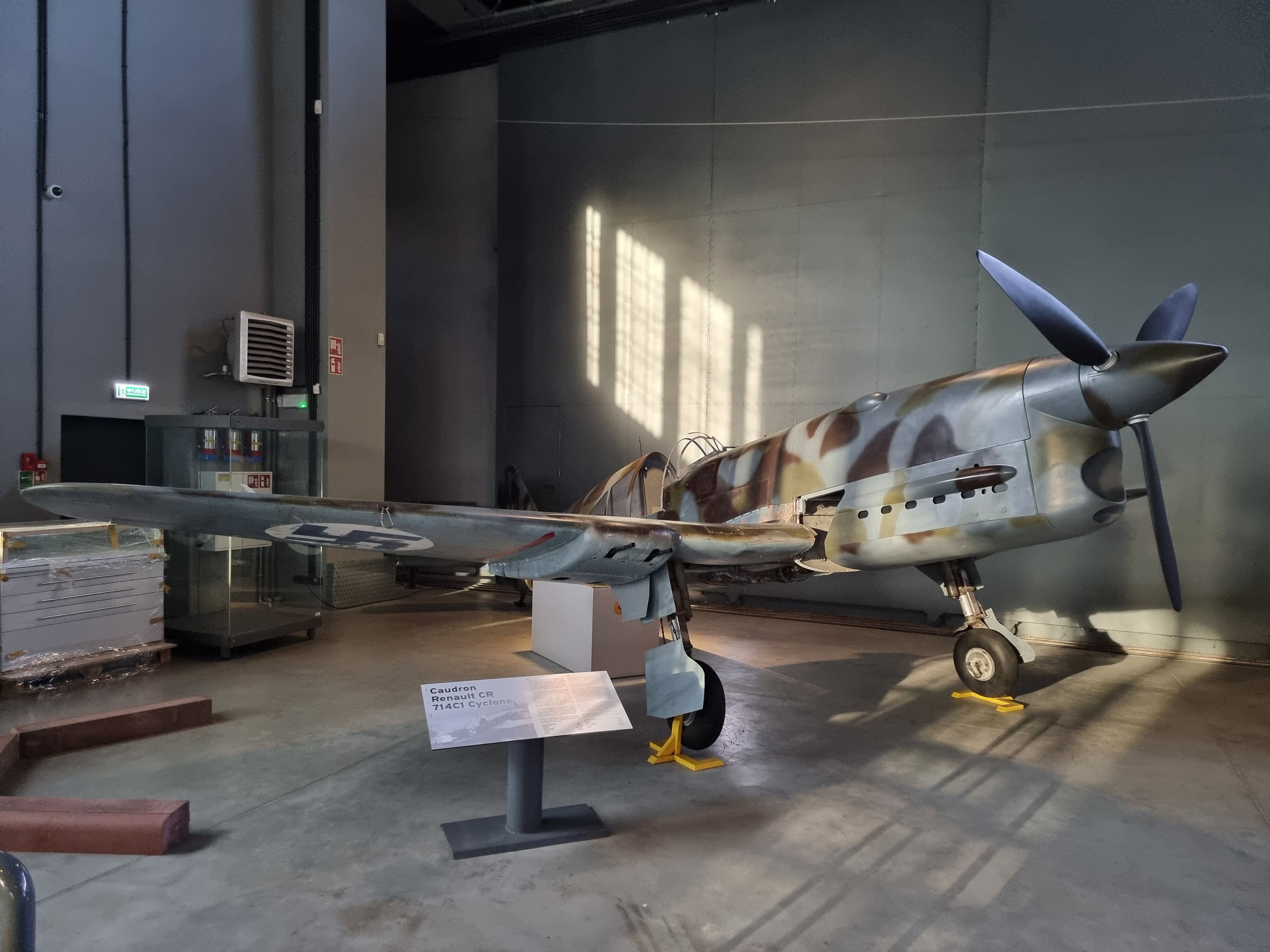
Caudron CR.714 Cyclone eksponowany w Muzeum Lotnictwa Polskiego w Krakowie

Do dziś zachowały się dwa egzemplarze samolotu. Jeden z nich był magazynowany w fińskim muzeum lotnictwa Päijät-Hämeen ilmailumuseo (nr seryjny 8538, nr fiński CA-556). Dzięki staraniom polskich władz i grupy miłośników lotnictwa, 29 kwietnia 2015 roku egzemplarz ten został przekazany do Muzeum Lotnictwa Polskiego w Krakowie jako długoterminowy depozyt. Maszyna jest niekompletna, brakuje silnika, wyposażenia kabiny. Przy współpracy fińskich i polskich specjalistów myśliwiec został poddany restauracji z dorobieniem makiety nosa kadłuba i pierwszy raz zaprezentowano go w 2019 roku.